# Трапезундські переговори
Трапезундских переговори — мирна конференція між представниками Закавказького Сейму та Османською імперією, яка проходила в османському місті Трабзон з 12 березня 1918 року по 13 квітня 1918 року. Метою переговорів було завершення участі Південного Кавказу в Першій світовій війні.

## Позиції сторін
Представники Сейму наполягали на поверненні до кордонів 1914 року і самовизначенні східної Анатолії. Османська делегація вимагала визнання Сеймом Брест-Литовського мирного договору 1918 року, згідно з яким Батумі, Карс і Ардаган, також як і Південнокавказькі території, зайняті Османською імперією з моменту початку військових дій, повинні були бути визнані частиною Османської імперії. Вірменська та грузинська делегації були проти прийняття цих вимог, але азербайджанська делегація була згодна прийняти їх, оскільки спірні території їх не стосувалися та серед азербайджанських делегатів були поширені пантюркські настрої. Немусульманська більшість Сейму проголосувала за війну проти Османської імперії 13 квітня, і наступного дня південнокавказька делегація була відкликана в Тбілісі.

## Наслідки
У відповідь османська армія почала наступ та зайняла Батумі, але була зупинена біля Карсу.
22 квітня Османська імперія та Закавказький Сейм домовилися про перемир'я та відновлення мирних переговорів. Під тиском з боку Османської імперії, 22 квітня 1918 року Сейм прийняв декларацію про незалежність та створення Закавказької Демократичної Федеративної Республіки.
11 травня переговори поновилися в Батумі.